# Републикански път III-609
Републикански път IIІ-609 е третокласен път, част от Републиканската пътна мрежа на България, преминаващ по територията на области Стара Загора и Габрово. Дължината му е 86,9 км.
Пътят се отклонява наляво при 343,9 км на Републикански път I-6, северно от село Дъбово, минава покрай гара Дъбово и по долината на Ветренска река (ляв приток на Тунджа) навлиза в Тревненска планина на Стара планина. Минава последователно през селата Яворовец, Радунци и Борущица, където асфалтовата покривка свършва и на протежение от 6,5 км до село Кръстец, вече в Габровска област пътят представлява полски (горски) път. След това, отново с асфалтова настилка, преодолява билото на Стара планина и по долината на Дряновска река започва да слиза по северния склон на планината като минава последователно през градовете Плачковци и Трявна и достига до село Царева ливада. След като преодолее нисък вододел пътят отново слиза в долината на Дряновска река при град Дряново, пресича реката и Републикански път I-5 при неговия 125,4 км и продължава в посока запад-северозапад северно от платото Стражата. Минава през селата Денчевци и Чуково, пресича река Янтра, минава през селата Гостилица и Буря и на около 300 м западно от последното се съединява с Републикански път III-406 при неговия 3,7 км.
| Пътища, отклоняващи се надясно (населено място, № на пътя, посока на пътя) | Км   | Пътища, отклоняващи се наляво (посока на пътя, № на пътя, населено място)  |
| -------------------------------------------------------------------------- | ---- | -------------------------------------------------------------------------- |
| Община Мъглиж, Област Стара Загора, I-6, 343,9 км ←                        | 0,0  | ← 343,9 км, I-6, Област Стара Загора, Община Мъглиж                        |
| с. Яворовец                                                                | 7,1  | с. Яворовец                                                                |
| с. Радунци                                                                 | 12,6 | с. Радунци                                                                 |
| (за с. Бънзарето) общински път, с. Борущица ←                              | 20,6 | → с. Борущица, общински път (за с. Държавен)                               |
| Община Трявна, Област Габрово                                              | 25,7 | Област Габрово, Община Трявна                                              |
| с. Кръстец                                                                 | 27,1 | с. Кръстец                                                                 |
|                                                                            | 30,1 | → общински път (за с. Селце)                                               |
|                                                                            | 36,7 | → общивски път (за с. Радевци)                                             |
| (за с. Донкино) общински път, гр. Плачковци ←                              | 38,3 | гр. Плачковци                                                              |
| гр. Плачковци                                                              | 39,3 | → гр. Плачковци, общински път (за селата Ножерите и Носеите)               |
| гр. Плачковци                                                              | 41,1 | → гр. Плачковци, общински път (за с. Енчовци)                              |
| гр. Трявна                                                                 | 43,3 | → гр. Трявна, 24,1 км, III-552 (до гр. Габрово)                            |
| (за с. Рашовите) общински път, гр. Трявна ←                                | 44,7 | гр. Трявна                                                                 |
| гр. Трявна                                                                 | 45,5 | → гр. Трявна, общински път (за с. Зеленика)                                |
| (за с. Койчовци) общински път, гр. Трявна ←                                | 46,7 | гр. Трявна                                                                 |
| (от с. Вонеща вода) III-552, 20,2 км, гр. Трявна →                         | 47,2 | гр. Трявна                                                                 |
| (за с. Черновръх) общински път, гр. Трявна ←                               | 47,8 | → гр. Трявна, общински път (за с. Генчовци)                                |
| (за с. Добревци) общински път, гр. Трявна ←                                | 48,3 | гр. Трявна                                                                 |
| (за с. Стайновци) общински път ←                                           | 50,5 |                                                                            |
| (за с. Тодореците) общински път ←                                          | 52,1 | → общински път (за с. Войниците)                                           |
| Община Дряново                                                             | 54,8 | Община Дряново                                                             |
|                                                                            | 55,5 | → общивски път (за с. Куманите)                                            |
|                                                                            | 56,5 | → общивски път (за с. Бучуковци)                                           |
| с. Царева ливада                                                           | 57,5 | → с. Царева ливада, общински път (за селата Долни Върпища и Горни Върпища) |
| (за с. Сяровци) общински път, с. Царева ливада ←                           | 58,4 | с. Царева ливада                                                           |
| (за с. Искра) общински път ←                                               | 60,2 |                                                                            |
| (за с. Долни Драгойча) общински път ←                                      | 60,5 |                                                                            |
| (за селата Гърня и Муця) общински път, гр. Дряново ←                       | 67,5 | гр. Дряново                                                                |
| (от гр. Килифарево) III-5502, 15,9 км, гр. Дряново →                       | 68,8 | гр. Дряново                                                                |
| (от гр. Русе) I-5, 125,4 км, гр. Дряново →                                 | 69,2 | → гр. Дряново, 125,4 км, I-5 (до ГКПП Маказа - Нимфея)                     |
| (за с. Крънча) общински път, гр. Дряново ←                                 | 69,6 | гр. Дряново                                                                |
| (от с. Българене) III-303, 70,7 км →                                       | 72,5 |                                                                            |
| с. Денчевци                                                                | 73,4 | с. Денчевци                                                                |
| (за с. Плачка) общински път ←                                              | 74,2 | → общински път (за с. Пейна)                                               |
| с. Чуково                                                                  | 76,2 | с. Чуково                                                                  |
| (от с. Донино) III-5002, 16,7 км, с. Гостилица →                           | 80,2 | с. Гостилица                                                               |
| Община Севлиево                                                            | 84,1 | Община Севлиево                                                            |
| с. Буря                                                                    | 5,9  | с. Буря                                                                    |
| (от 98 км на I-4) III-406, 3,7 км →                                        | 86,9 | → 3,7 км, III-406 (до 18,8 км на III-4041)                                 |